# Bertram (Gattung)
Bertram (Anacyclus), auch Ringblumen oder Ringkörbchen genannt, ist eine Pflanzengattung in der Familie der Korbblütler (Asteraceae).

## Beschreibung

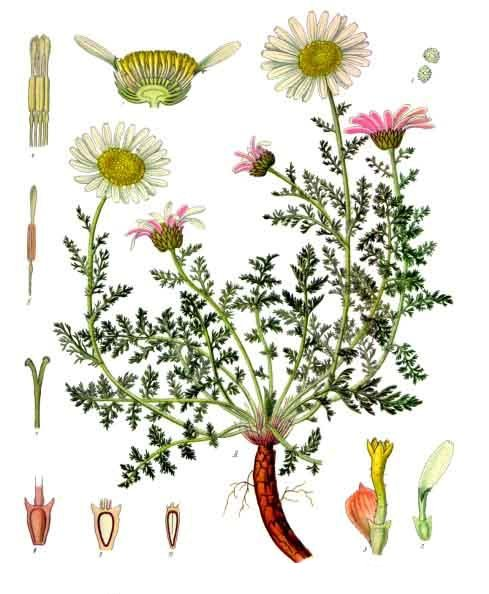
Illustration aus Köhler's Medizinalpflanzen von Anacyclus pyrethrum

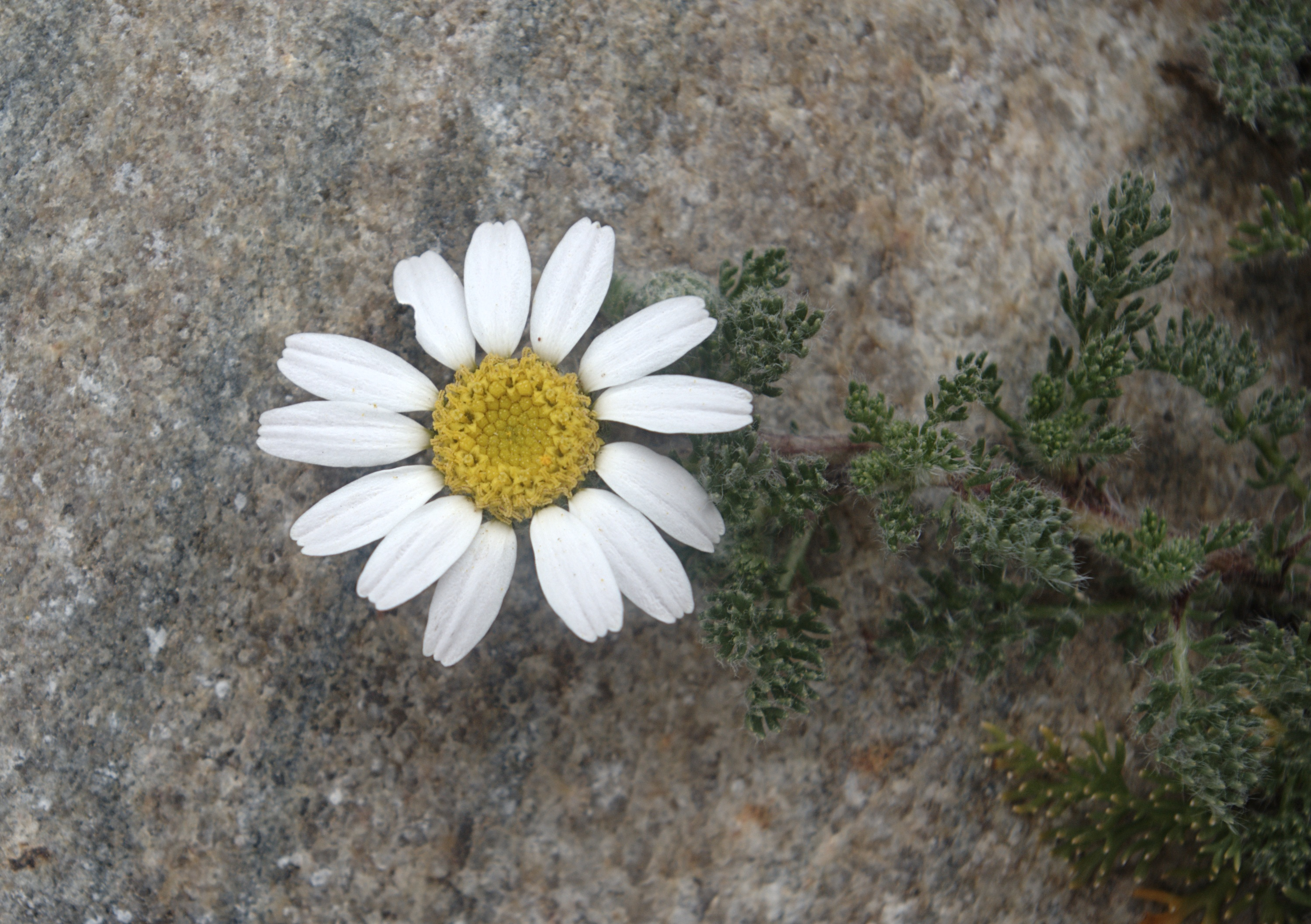
Anacyclus pyrethrum var. depressus

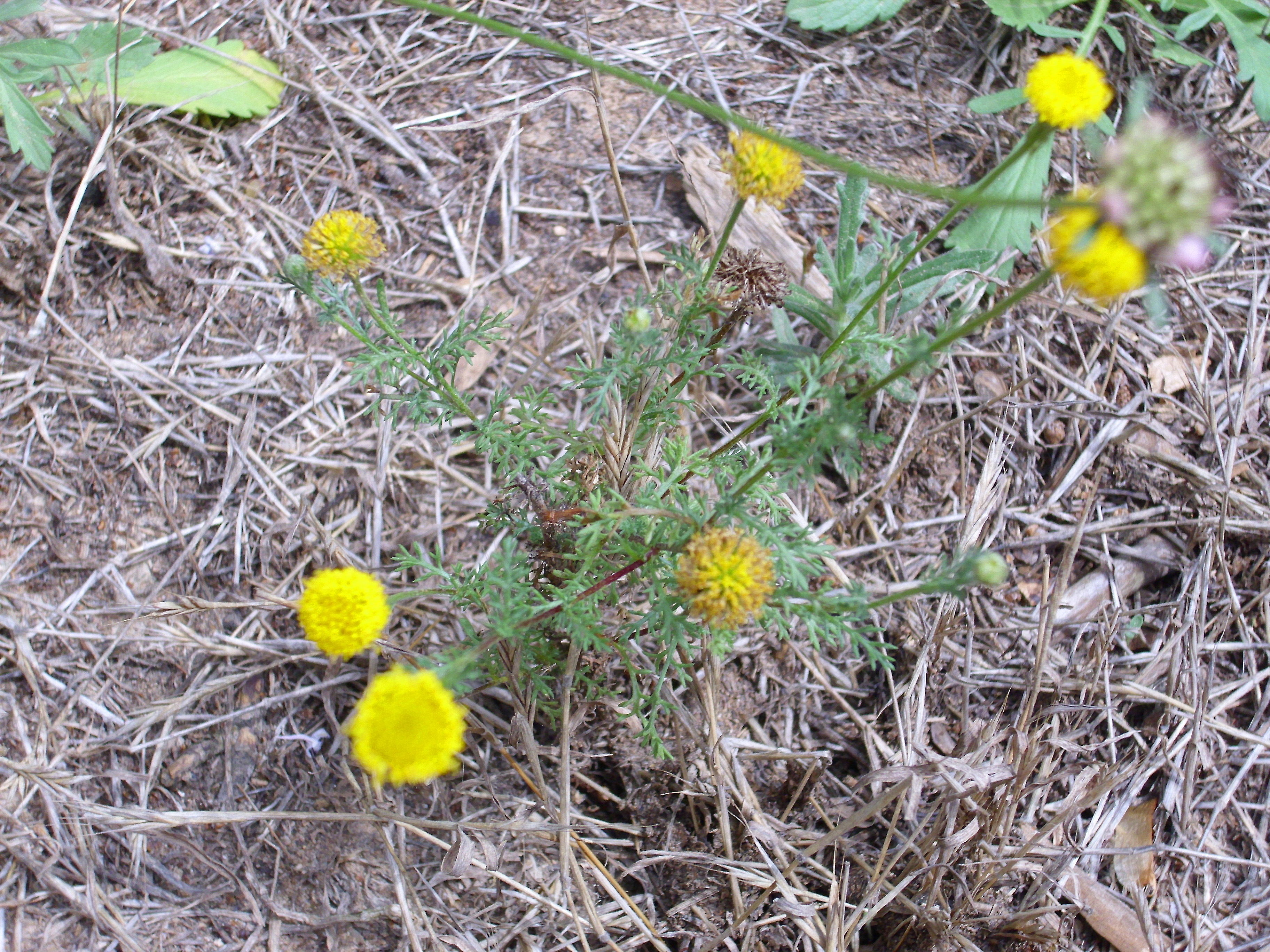
Anacyclus valentinus

### Vegetative Merkmale
Bertram-Arten wachsen als verzweigte, meist aufrechte, manchmal überhängende bis liegende, meist einjährige, nur Anacyclus pyrethrum als ausdauernde, krautige Pflanzen.
Die Laubblätter sind wechselständig und meist am Stängel verteilt oder selten anfangs in einer grundständigen Rosette konzentriert angeordnet. Die Laubblätter sind gestielt oder ungestielt und meist ein- bis dreiteilig fiederteilig. Die Blattspreiten sind meist flach und krautig; nur bei Anacyclus linearilobus sind sie fleischig. Die Blattspreiten können intensiv behaart, dabei kommen nur einfache Haare (Trichome) vor, bis unbehaart sein.

### Generative Merkmale
Selten einzeln (Anacyclus nigellifolius) oder meist in verzweigten, zymösen Gesamtblütenständen stehen einige bis viele, jeweils über einem Tragblatt, gestielte körbchenförmigen Einzelblütenstände zusammen. In mehreren Reihen stehen die braunen oder bräunlich-grünen Hüllblätter zusammen. Die Blütenstandsböden sind flach oder sehr kurz konisch. Es sind immer Spreublätter vorhanden. Die Blütenkörbe enthalten meist eine Reihe Zungenblüten (= Strahlenblüten) und immer viele Röhrenblüten (= Scheibenblüten). Die Zungenblüten sind meist weiblich; bei einigen Arten sind die nur wenigen Zungenblüten reduziert und teilweise von den Hüllblättern verdeckt. Die Kronblätter der Zungenblüten sind meist weiß bis creme-weiß und bei manchen Arten, als wichtiges Artmerkmal, mit purpurfarbenen Streifen auf der Unterseite. Bei Anacyclus monanthos und Anacyclus homogamos sind alle Blüten zwittrig. Die zwittrigen, fertilen Röhrenblüten besitzen hell bis leuchtend gelbe Kronröhren.
Die meist abgeflachten Achänen besitzen zwei flügelartige Ränder, die vollständig ausgebildet bis zu stachelartig (Anacyclus monanthos) zerfranst sein können. Ein Pappus fehlt (beispielsweise bei Anacyclus pyrethrum) oder wenn vorhanden, dann kann er aus einer schmalen Krone oder aus Schuppen bestehen, die in die flügelartigen Ränder der Achäne übergehen.

## Systematik und Verbreitung
Der Gattungsname Anacyclus wurde 1753 durch Carl von Linné in Species Plantarum, 2, Seite 892 erstveröffentlicht. Typusart ist Anacyclus valentinus L. Zur Bezeichnung als „Bertram“ siehe Mehrjähriger Bertram.
Die Gattung Anacyclus ist im Mittelmeerraum verbreitet, vor allem von Nordafrika bis zum Nahen Osten und zur Türkei.
Es gibt 8 bis 13 Anacyclus-Arten:
- Anacyclus anatolicus Behçet & Almanar: Die Heimat ist die Türkei.[4]
- Anacyclus ciliatus Trautv.: Sie kommt in Aserbaidschan und in Georgien vor.[3]
- Keulen-Bertram (Anacyclus clavatus (Desf.) Pers.): Er ist im Mittelmeerraum verbreitet.[3]
- Anacyclus homogamos (Maire) Humphries: Sie ist in Spanien, in Frankreich und in Marokko, Algerien und Tunesien verbreitet.[3]
- Anacyclus inconstans Pomel: Sie kommt in Algerien und in Marokko vor.[3]
- Anacyclus latealatus Hub.-Mor.: Sie kommt in Kleinasien vor.[3]
- Anacyclus linearilobus Boiss. & Reut.: Sie kommt nur in Algerien vor.[3]
- Anacyclus maroccanus (Ball) Ball: Sie kommt in nur Marokko vor.[3]
- Anacyclus monanthos (L.) Thell.: Es gibt zwei Unterarten in Nordafrika:[3]
  - Anacyclus monanthos (L.) Thell. subsp. monanthos: Sie kommt in Tunesien, Libyen und Ägypten vor.[3]
  - Anacyclus monanthos subsp. cyrtolepidioides (Pomel) Humphries (Syn.: Anacyclus cyrtolepidioides Pomel):  Sie kommt in Marokko, Algerien, Tunesien und Libyen vor.[3]
- Anacyclus nigellifolius Boiss.: Sie kommt in Vorderasien vor.
- Mehrjähriger Bertram (Anacyclus pyrethrum (L.) Link, Syn.: Anacyclus freynii Willk., Anacyclus officinarum Hayne, Anacyclus depressus Ball): Er kommt natürlich in Spanien sowie in Nordafrika vor und ist in Frankreich ein Neophyt. Der Deutsche Bertram (Syn.: Anacyclus officinarum Hayne) war nur ein einjähriger Abkömmling des Mehrjährigen Bertram (Anacyclus pyrethrum (L.) Link) und ist ausgestorben.[3] Es gibt vielleicht die Varietäten:
  - Römischer Bertram (Anacyclus pyrethrum (L.) Link var. pyrethrum)
  - Marokko-Bertram (Anacyclus pyrethrum var. depressus (Ball) Maire, Syn.: Anacyclus depressus Ball): Die Heimat ist Algerien und Marokko.
- Gelber Bertram (Anacyclus radiatus Loisel.): Er ist im Mittelmeerraum in zwei Unterarten verbreitet:
  - Anacyclus radiatus Loisel. subsp. radiatus: Er kommt auf den Kanaren, in Marokko, Libyen, Portugal, Spanien, Frankreich, Korsika, Italien und Sizilien vor und ist auf den Azoren ein Neophyt.[3]
  - Anacyclus radiatus subsp. coronatus (Murb.) Humphries: Sie kommt auf den Kanaren und auf Madeira vor.[3]
- Anacyclus valentinus L.: Sie kommt ursprünglich in Marokko, Algerien, Tunesien, Spanien und Frankreich vor.[3]

Nicht mehr zur Gattung gehört:
- Anacyclus australis Sieber ex Spreng. → Cotula australis (Sieber ex Spreng.) Hook. f.

## Nutzung
Von Anacyclus pyrethrum, einer alten Heilpflanze, von der vor allem die Wurzel verwendet wurde, wurden medizinische Wirkungen untersucht. Wenige Arten werden als Zierpflanzen verwendet.
Manche als Gewürz; sie finden zum Beispiel in der Villacher Kirchtagssuppe Verwendung.